# Nabila Imloul
Nabila Imloul ( arabe : نبيلة املول) , née le 11 décembre 1982, est une footballeuse internationale algérienne évoluant au poste d'attaquante.

## Carrière en club
Imloul a joué pour Evasion Bejaia, ASE Alger Centre et FC Bejaia en Algérie,.

## Carrière internationale
Imloul a été sélectionnée pour l'Algérie au niveau senior lors de deux éditions de la Coupe d'Afrique des Nations Féminine (2006 et 2010),,.